# К.К. Слайдер
К. К. Слайдер, також відомий у Японії як Тотакеке (яп. とたけけ, Тотакеке) — це персонаж з серії відеоігор Animal Crossing. Один з найпопулярніших персонажів франшизи, вперше з'явився в грі Animal Crossing, і з'являвся в кожній наступній грі. К. К. Слайдер це музикант, який виступає наживо перед жителями міста, зі своїми авторськими піснями, яких копії можна прибрати. Він заснований на композиторі і акторі озвучування відеоігор Nintendo, Казумі Тотаці.
К. К. Слайдер також з'являвся за межами Animal Crossing кілька разів, як-от костюм для бійця Mii в кросоверних файтингах Super Smash Bros. для Nintendo 3DS і Wii U та Super Smash Bros. Ultimate.

## Концепція та створення
К. К. Слайдер був створений для відеогри Doubutsu no Mori для Nintendo 64, пізніше випущеної на GameCube як Animal Crossing. Його створено на основі композитора Казумі Тотаки. Його музику створювали різні члени композиційного персоналу серії; деякі пісні були створені, тому що деякі учасники були вправними в певному жанрі, тоді як інші були складені, щоб вони могли випробувати себе.

## Поява
К. К. Слайдер вперше був представлений у дебютній грі франшизи Doubutsu no Mori для Nintendo 64, пізніше випущеній на GameCube як Animal Crossing. Його роль у грі —  гітарист, який виконує пісні для гравця та городян лише в певний час і день кожного тижня, а після завершення надає гравцеві віртуальну копію пісні, яку можна відтворити на радіо вдома. Ця роль залишається практично незмінною в усіх основних серіях Animal Crossing з незначними змінами, аж до Animal Crossing: New Leaf, де він виконує роль ді-джея під псевдонімом DJ KK. Він також з'являється в Animal Crossing: Happy Home Designer, Amiibo Festival, Pocket Camp і New Horizons. У New Horizons він з'являється після того, як острів гравця отримує три зірки. Чотири нові пісні К. К. було додано в New Horizons, і 12 додаткових пісень було додано в оновленні гри 2.0. У DLC Happy Home Paradise DJ KK з'явиться на головному архіпелазі, коли гравець побудує тридцять будинків і спроектує всі п'ять об'єктів. У жовтні 2022 року відбувся реальний концерт, пов'язаний з його появою в DLC. К. К. Слайдер також отримав костюм, який можуть носити бійці Mii у кросоверних файтингах Super Smash Bros. для Nintendo 3DS і Wii U та Super Smash Bros. Ultimate, а також його власне amiibo.
Він з'явився у фільмі Gekijōban Dōbutsu no Mori 2006 року. У жовтні 2019 року К. К. Слайдер, у формі голограми відкрив церемонію для концерту Splatoon, який відбувся під час Nintendo Live у Токіо, Японія.

## Рецепція
К. К. Слайдер отримав загалом позитивний прийом, а в UGO його назвали найвідомішим персонажем Animal Crossing у статті 2013 року. Він посів перше місце в опитуванні популярності Nintendo в Японії у 2019 році. Еббі Лі Гуд з NintendoLife відзначила його як проривного персонажа за те, що його музика з'являється в реміксах, відео в соціальних мережах і TikTok. Сценаристка Kotaku Ніна Коркоран розповіла про вплив К. К. Слайдера, зазначивши, що він познайомив людей з новими музичними жанрами та що він надихнув багатьох людей створювати кавер-версії його музики, а також кавер-версії інших пісень у його стилі. У Polygon його назвали «улюбленцем фанатів». Кемерон Фолкнер з The Verge вважає К. К. Слайдера своїм улюбленим виконавцем 2020 року, розповідаючи про те, як він цінує його як «промінь позитиву» протягом 2020 року, який він вважає важким роком. Він відчув, що музика не резонує з ним на 3DS, пояснюючи це її меншими динаміками, але виявив, що на його телевізорі вона набагато краща.